# Resolution 2 des UN-Sicherheitsrates
Die Resolution 2 des UN-Sicherheitsrats wurde am 30. Januar 1946 einstimmig angenommen. Der Sicherheitsrat ruft mit dieser Resolution Iran und die Sowjetunion dazu auf, die Streitigkeiten über die in der Irankrise von der Sowjetunion besetzten Gebiete beizulegen. Die Resolution verlangt außerdem, den Sicherheitsrat regelmäßig über die Verhandlungen zu unterrichten.

## Folgen
In der Folge stellt der Sicherheitsrat in der Resolution 3 vom 4. April fest, dass die sowjetischen Truppen nicht fristgemäß aus iranischem Gebiet abgezogen wurden.